# Владимирские курсы
Владимирские курсы, или Петербургские университетские публичные курсы — высшие курсы в Петербурге, действовавшие с 1870 по 1875 год. Первоначально предназначенные для лиц обоих полов, под конец своего существования превратились в женские.

## История
Вопрос о высшем образовании для женщин активно обсуждался в Российской империи начиная с 50-х годов XIX века. С 1859 года женщинам дозволялось посещать, в качестве вольнослушательниц, университетские лекции, а в 1860-х — 1870-х годах в Москве и Петербурге начали открываться высшие женские курсы. Так, в 1869 году, при поддержке профессоров Московского и Петербургского университетов, открылись Лубянские курсы в Москве и Аларчинские в Санкт-Петербурге; в 1870 — Владимирские курсы в Петербурге для обоих полов; в 1872 году — Высшие женские курсы В. Н. Герье в Москве.
Владимирские курсы были основаны группой активисток женского образования (в число которых входила Н. В. Стасова), впоследствии создавших Бестужевские курсы. Они стали первыми курсами университетского типа, которые наравне с мужчинами могли посещать и женщины. Так, в год открытия среди 900 слушателей было 767 женщин. С 1874 года курсы стали полностью женскими.
Занятия начались 2 января 1870 года в квартире министра народного просвещения. Постоянного помещения курсы не имели: лекции читались в аудиториях Медико-хирургической академии; через год — в здании филологической гимназии при Историко-филологическом институте и, наконец, в здании Владимирского уездного училища. По названию последнего (здание, находившиеся по адресу Владимирский проспект, 21, до наших дней не сохранилось) курсы и получили своё название.
Преподавателями Владимирских курсов были профессора Петербургского университета, читавшие лекции по русской словесности, истории, ботанике, анатомии, физиологии, химии, физике, политической экономии и праву; в их числе: Сеченов, Менделеев, Бекетов, Овсянников, Бородин, Бестужев-Рюмин, Миллер. За деятельностью курсов был установлен надзор; программы просматривались Третьим отделением, относившимся к учреждению с подозрительностью и видевшим в нём рассадник нигилизма.
Владимирские курсы просуществовали до 1875 года и закрылись по причине финансовых трудностей.